# لي روي (كاتب)
لي روي (بالصينية: 李锐) (1949، بكين في الصين)؛ كاتب وروائي صيني.